# Naenia albifusa
Naenia albifusa là một loài bướm đêm trong họ Noctuidae.